# Robert Dahlander

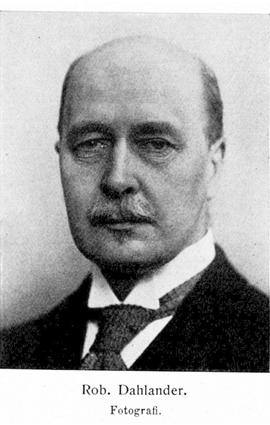
Robert Dahlander 1910

Robert Dahlander (* 9. Juni 1870 in Göteborg, Schweden; † 18. Oktober 1935 in Stockholm) war ein schwedischer Ingenieur und Sohn von Gustaf Robert Dahlander. Nach Robert Dahlander ist die in der elektrischen Antriebstechnik verwendete Dahlanderschaltung, eine Schaltung zur Drehzahlsteuerung von Elektromotoren, benannt.
Robert Dahlander studierte bis 1890 an der Königlich Technischen Hochschule Stockholm Physik und arbeitete von 1893 bei der elektrotechnischen Firma ASEA. Im Jahr 1897 entwickelte er die Dahlanderschaltung mit deren Hilfe durch eine Polumschaltung bei Asynchronmotoren die Drehzahl halbiert werden konnte.
Unter der Leitung von Dahlander wurden bei den schwedischen Statens Järnvägar von 1905 bis 1907 auf den Strecken Tomteboda – Värtan (6 km) und Stockholm – Järfva (7 km) Versuchsbetriebe zum elektrischen Antrieb mit Einphasen-Wechselstrom durchgeführt. Hierbei wurden detaillierte Untersuchungen aller Komponenten der Fahrzeuge und der Energieversorgung sowie auch der Kosten und Finanzierbarkeit durchgeführt. Dahlander formulierte daraus die Erkenntnis, dass für den Eisenbahnbetrieb kaum eine „einfachere und billigere Betriebsart als die des verwendeten einphasigen Wechselstromes in nächster Zukunft auftreten könne“. Im Jahr 1908 wurde er Direktor der Gas- und Elektrizitätswerke in Stockholm.